# Prostaglandin E2
Prirodni prostaglandin E2 (PGE2) je poznat u medicini kao dinoproston. On ima važnu ulogu pri porođaju, a isto tako stimuliše osteoblaste da otpuste faktore koji stimulišu koštanu resorpciju.  PGE2 je prostaglandin koji indukuje groznicu.
On je dostupan na tržištu pod imenima Cervidil, Prostin E2, Propes i Glandin, kao vaginalni supozitorijum, kojim se priprema cerviks za porođaj.
Poput drugih prostaglandina, dinoproston se može koristiti kao abortifacijent. On je direktni vazodilatator, koji ralaksira glatke mišiće, i inhibira otpuštanje noradrenalina iz simpatetičkih nervih terminala.  On ne inhibira agregaciju trombocita, za razliku od PGI2.
On deluje putem vezivanja i aktivacije prostaglandinskog E2 receptor.

## Spoljašnje veze
- Dinoproston
- Cervidil
- Prostin E2
- Cervidil/Prostin E2
- Cervidil
- Cervidil/Prostin E2

|  | Molimo Vas, obratite pažnju na važno upozorenje u vezi sa temama iz oblasti medicine (zdravlja). |